# Mannophryne trujillensis
Mannophryne trujillensis är en groddjursart som beskrevs av Vargas Galarce och La Marca 2007. Mannophryne trujillensis ingår i släktet Mannophryne och familjen Aromobatidae. IUCN kategoriserar arten globalt som starkt hotad. Inga underarter finns listade i Catalogue of Life.